# Цюрупа Іван Йосипович
Іва́н Йо́сипович Цюру́па (нар. 29 серпня 1905, Сенча, Російська імперія — пом. 27 квітня 1972, Одеса, СРСР) — радянський український інженер-мостобудівник. Герой Соціалістичної Праці (1943), двічі кавалер Ордена Леніна, кавалер Ордена Вітчизняної війни II ст.

## Життєпис
Іван Цюрупа народився на станції Сенча, що на Полтавщині, у багатодітній селянській сім'ї. Згодом уся родина переїхала до Миколаєва, де Іван пішов до школи, однак через громадянську війну провчився недовго та повернувся разом з сім'єю до Сенчи, де батрачив та працював водоносом на бурякових плантаціях.
У 16-річному віці почав працювати на залізниці, виконуючи обов'язки нагрівальника, а згодом — слюсаря Головного ремонтного потягу Народного комісаріату шляхів сполучення Південної залізниці. Протягом 1924–1928 років працював різноробочим, слюсарем, кочегаром та помічником машиніста паровозного депо станції Миколаїв.
З 1927 року вчився на робфаку ВРНГ імені Тімірязєва, після закінчення якого вступив на факультет «Мости» Московського інституту інженерів транспорту, диплом якого отримав у 1935 році. Потрапив до мостозагону, однак через небажання займатися кабінетною роботою був за власним проханням переведений на будівництво мосту через річку Ріоні на посаду начальника будівництва. Працюючи в Аджарії, ледве не потрапив під хвилю репресій, що саме котилася Радянським Союзом. Врятувало Цюрупу попередження одного з арештованих механіків, що передав на волю послання, написане кров'ю на сорочці, у якому повідомив, що його змушують свідчити проти начальника будівництва, як проти ворога народу. Втручання дружини Цюрупи, яка працювала викладачем у Військовій академії, допомогло владнати ситуацію.
У серпні 1938 року Івана Цюрупу було призначено начальником будівництва мостів на лінії Акмолинськ-Картали в Казахстані. За успішне виконання завдання нагороджений знаком «Почесному залізничнику». Наперердодні війни був призначений начальником Мостопоїду № 5 та отримав завдання на будівництво мосту через Дністровське гирло біля станції Бугаз на ділянці Миколаїв-Ізмаїл. До початку війни вдалося звести лише поромну переправу, що одразу ж потрапила під бомбардування німецьких військ. Завдяки грамотному керівництву Івана Цюрупи більше місяця вдавалося успішно переправляти зростаючий потік поїздів, а на додачу до цього збудувати ще й автогужову переправу. 29 липня 1941 року переправи було знищено, а мостопоїзд № 5 перебазовано на напрям Одеса-Дніпропетровськ-Ростов.
Після завершення Сталінградської битви та наступу радянських військ на захід, мостозагін № 5 у складі Управління військово-відновлювальних робіт № 20 займався відновленням мостів на магістралі Гудермес-Прохладная-Армавір-Тихорєцька, звільнених територіях Передкавказзя та Донбасу. У червні 1943 року мостопоїзд було переформовано у мостозагін № 5, а у жовтні того ж року Іван Цюрупа був нагороджений Орден Вітчизняної війни I ступеня. На той час він був головним інженером будівництва з відновлення мосту через Дніпро в районі Дніпропетровська.
Навесні 1944 року мостозагін Цюрупи був направлений на зведення мостового переходу через Керченську протоку. Перший поїзд з Криму на Кавказ пройшов 3 листопада того ж року, однак складні погодні умови заважали остаточно завершити будівництво, зокрема збудувати потрібну кількість кригорізів. 11 лютого 1945 року, після Ялтинської конференції за участю голів трьох держав, по мосту в бік Кавказу проїхав поїзд особливої важливості, а вже за тиждень під натиском криги було зруйновано 15 прольотів, що змусило будувати замість мосту поромну переправу.
Після війни Іван Цюрупа повернувся до Одеси та керував Мостобудом № 3. Під його керівництвом споруджено мости через Дніпровський лиман та через Південний Буг поблизу Миколаєва. У 1948 році Івана Йосиповича було обрано депутатом Одеської обласної ради. У 1950–1952 роках працював у Ростові-на-Дону на будівництві капітальних мостів замість тимчасових. Після повернення до Одеси продовжив керувати Метробудом-3 аж до його розформування. З 1958 року і аж до смерті очолював лабораторію ЦНДІ Міністерства транспорту. Помер 25 квітня 1972 року, похований у місті Одесі.

## Нагороди
- Герой Соціалістичної Праці — Медаль «Серп і Молот» (№ 159, 5 листопада 1943) — за особливі заслуги у справі забезпечення превезень для фронту та народного господарства і видатні досягнення у відновленні залізничного господарства у важких умовах воєнного часу
- Орден Леніна (5 листопада 1943)
- Орден Леніна
- Орден Вітчизняної війни I ст. (жовтень 1943)
- Знак «Почесному залізничнику» (1938)
- Знак «Почесному залізничнику»